# Чанчуб Г'ялцен
Чанчуб (Джангчуб) Г'ялцен (тиб. ཏའི་སི་ཏུ་བྱང་ཆུབ་རྒྱལ་མཚན; 1302– 21 листопада 1364) — 1-й десі (регент-володар) Тибету в 1357—1364 роках, провів адміністративні, законодавчі й політичні реформи, домігшись відновлення незалежності держави. Засновник династії Пагмодрупа.

## Життєпис

### Молоді роки
Походив з аристократичного роду області Пагмоду, що вів родовід від царів Лану (в регіоні Уй, схід Центрального Тибету). Син Рінчен К'яби, трипона Пагмоду, та його другої дружини Трамон Бумкій. Батько належав до підсекти Даґпо Каґ'ю. Народився Чанчуб Г'ялцен 1302 року. У 1311 році його було посвячений в ченці, а лама Лхаканпа познайомив його з буддійським вченням. Став прихильником поклоніння Хаяґріви.
У 14 років перебрався до монастиря Сак'я, де вивчав буддизм і державну управління в Дампа Сонама Г'ялцена, заслуживши від якого схвалення здібностей. Від вчителя перейнявся ідеєю відновлення незалежності й потуги Тибету, який переконав Чанчуб Г'ялцен замість стати настоятелем монастиря обрати шлях управлінця.
У 1322 років призначається тимпоном (на кшталт темника) трикора (області) Пагмонду замість стрийка Г'ялцен К'яба, якого було позбавлено посади через нездарність. Проте не був затверджений на посаді діші Кюнга Г'ялцен Пелсанпо і данса-ченпо Хацуном Намхе Лекпа Г'ялценом. Незважаючи на це розширив свій палац Недонг, почав будівництво укріплень в своїх володіннях, побудував міст через річку Шам (в китайському варіанті — Шанчу). Він зобов'язав землевласників і селян висаджувати дерева в долинах, розгорнув будівництво шляхів. При цьому він зменшив податки.
Чанчуб Г'ялцен швидко набув повагу та політичний авторитет в Уї. Водночас перейшов від школи Сак'я до школи Карма Каг'ю. З 1335 років почав поступовий спротив прихильникам Сак'я, намагаючись повернути володіння Язан, що колись входило до трикора Пагмонду. У 1336 році сак'яським чиновником Ванцоном захоплений під час бенкету, який вимагав від Чанчуб Г'ялцена відмовитися від своєї посади, але той не скорився. Через 3 місяці його було звільнено.

### Боротьба за владу
1343 року повстав проти данса-ченпо Джам'яна Донйо Г'ялцена, але прихід до влади 1344 року його вчителя Дампа Сонама Г'ялцена призвів до замирення. У 1346 році вступив у конфлікт з конфлікт з Ясанпой, тимпоном з регіону Цанг, який захопили в Пагмонду землю з 280 родинами селян. Чанчуб Г'ялцен повернув втрачене силою, на що Ясанпа поскаржився Дампа Сонама Г'ялцена і дпон-чен (цивільному адміністратору) Г'ялва Санпо. Ті в свою чергу визнали правоту Чанчуб Г'ялцена, проте за наполягання дпон-чена Чанчуба було позбавлено посади тимпона. Але Чанчуб Г'ялцен відмовився підкоритися й прибути до Сак'я. Проти нього було відправлено загони тимпонів Н'яла і Е, але ті зазнали поразки. Втім невдовзі Г'ялва Санпо підступом (під час перемовин на мосту через річку Шам) захопив Чанчуб Г'ялцена, якого було під дано тортурам. Це викликало невдоволення інших тимпонів регіону Уй. Під час перебування в полоні в Сак'я місцеві мешканці закидали його брудом, і грудка вдарилася йому в рота. Тоді він, за легендою, промовив: «Тепер я з’їдаю грязюку Сак’я - незабаром я з’їм сам Сак’я».
У 1347 році дпон-чена Г'ялва Санпо раптово рішенням імператора Тоґон-Темура було замінено на Ванцона, можливо, внаслідок інтриг діші Кюнга Г'ялцен Пелсанпо. У відповідь Г'ялва Санпо звільнив Чанчубу Г'ялцена. Вже у 1348 році останній поновив війну проти тимпона Ясанпи, почавши тим самим відкриту боротьбу за владу в Тибеті. Проти нього також виступив дпон-чен Ванцон. Незважаючи на це Чанчуб Г'ялцен до 1359 року переміг останнього та встановив свою владу в регіоні Уй. Юаньський імператор Тоґон-Темур не змогла допомогти новому данса-ченпо Лодро Г'ялцену через повстання червоних пов'язок, що почалося у 1351 році. 1352 року звів монастир Цетан.1353 року завдав поразки данса-ченпо,якому прийшли на допомогу загони Дрікунґ Каґ'ю, клану Нанпа і Ясанпи.
До 1354 року Чанчуб Г'ялцен зайняв значну частину регіону Цанг. Того ж року виступив на допомогу дпон-чена, владу якого номінально визнавав. У битві на річці Шам  він завдав поразки клану Нанпа, що претендував на регіон Цанг. 1356 року підкорив У-Цанг з містом Лхаса. 1357 року на зборах в монастирі Сак'я було укладено угоду, за якою Чанчуб Г'ялцен отримав повноту влади в Тибеті. Натомість Лодро Г'ялцен зрікався посади данса-ченпо, залишаючись сак'я-трицзіном (настоятелем-правителем монастирів Сак'я). За цим негайно було позбавлено посади решту тимпонів та 400 чиновників.

### Панування
Потім він провів адміністративну реформу, поділивши Тибет замість 13 трикорів на 13 дзонченів на чолі із трипонами (їх призначали на 3 роки), які в свою чергу поділялися на цзони (їх центрами були замки) на чолі з призначуваними цзонпонами, а на кордоні з імперією Юань (там на той час вирували потужні повстання) розмістив прикордонні залоги. Імператор Тоґон-Темур, не маючи змоги відправити до Тибету війська та під впливом школи Карма Каг'ю, визнав його управління Тибетом, розраховуючи там чином зберегти свою зверхність. Імператор вважав, що змінився лише вплив буддистських шкіл у Тибеті, а монгольська система залишилася колишньою, оскільки посада діші (імператорського наставника), що був вищий за данса-ченпо, зберігалася за школою Сак'я. Втім Чанчуб Г'ялцену було надано юаньський титул тайсіту (верховний вихователь).
У 1358 році придушив спробу прихильників школи Сак'я на чолі із Ванцоном повернути собі владу. 464 полонених прихильника Сак'я було осліплено. За цим прийняв титул десі (регент) і продовжив реформи. Спочатку скасував юаньське законодавство, впровадивши «Закони з 15 розділів» (створено на основі старовинного тибетського права). Закони були набагато м'якші, ніж монгольські, але передбачали поділ суспільства на 9 станів. Також спровадив придворний і чиновничий одяг часів Тибетської імперії. Монголи і помонголені тибетці були позбавлені своїх посад. Було здійснено переділ землі між великими світськими і духовними власниками, впроваджено єдину ставку землеробського податку в 1/6 врожаю. Для зміцнення єдності Тибету розгорнув будівництво доріг і державну поромну службу, впровадив патрульно-поліцейську службу для забезпечення безпеки щодо краму, проїзду прочан і державних службовців. За час його панування зведено цзони Чакце-Другу, Ольха Такце, Гонгкар, Драккар, Рінпун, Самдрупце, Панам та Лхунндрупце.
Приділяв увагу й розвитку буддизму, посилив чернечу дисципліну, заборонивши приймати їжу після полудня і вживати алкоголь. Багато зробив для відродження традиційної освіти й науки. Відкрив при монастирях школи, щорічно надавав грошову допомогу медичні школі в Телі. Наказав створити численні копії Ганджури.
У 1361 році Чанчуб Г'ялцен захворів, тому відправив до юаньського імператора посланця для номінального затвердження своїм спадкоємцем небожа Шак'я Рінчена. У 1362 році він офіційно склав з себе усі посади на користь останнього, проте незабаром знову відсторонив того від влади і панував до своєї смерті в 1364 році. Лише після цього владу перебрав інший небіж Джам'ян Шак'я Г'ялцен.